# Jornada del Muerto

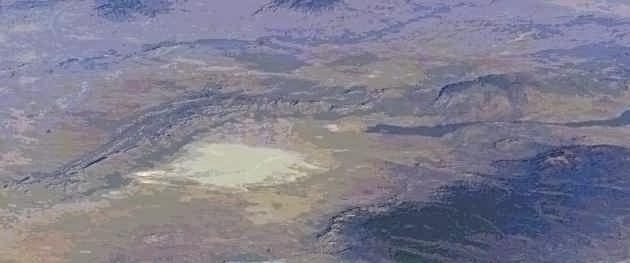
A Jornada del Muerto é o terço superior da imagem, orientada com o topo para noroeste.

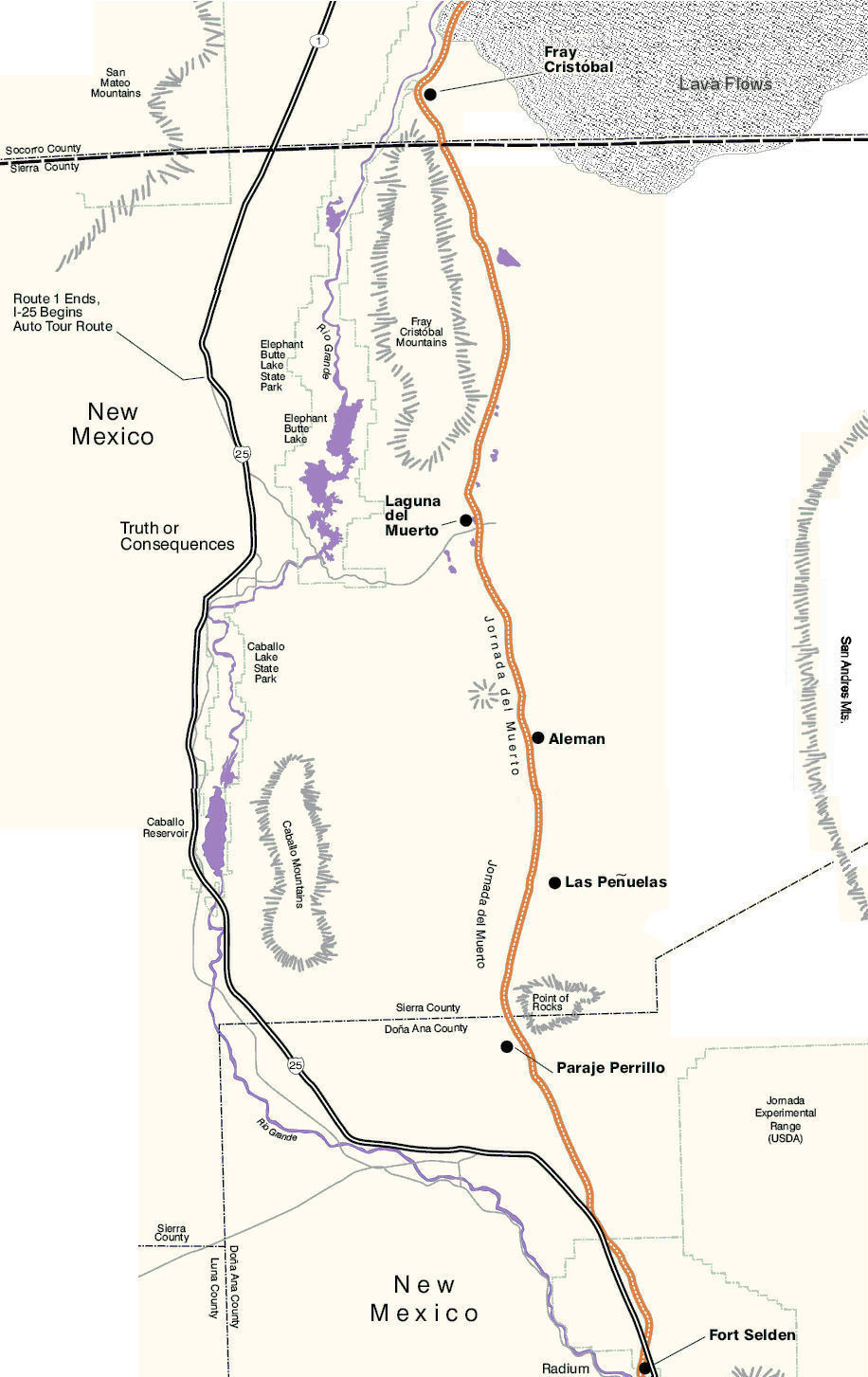
O caminho da Jornada del Muerto.

O deserto Jornada del Muerto (em português "Jornada do Morto") é um deserto do Novo México, cujo nome foi atribuído pelos exploradores espanhóis ("conquistadores") a uma região particularmente seca com cerca de 160 km ao longo da rota que liga a Nova Espanha central (hoje o México) aos extremos da colónia no norte de Santa Fe de Nuevo México. Esta rota tornou-se o El Camino Real de Tierra Adentro. O deserto Jornada del Muerto liga as Montanhas Oscura e as San Andres a leste, com as Montanhas Caballo e a Cordilheira Fra Cristóbal a oeste.
Em 16 de Julho de 1945, o Jornada del Muerto foi o local do primeiro teste atómico, a designada experiência Trinity, a norte do Alamogordo Bombing Range, hoje White Sands Missile Range, entre Carrizozo e Socorro.

## Ligações históricas
- «Jornada del Muerto Complex»